# 松尾八幡平站

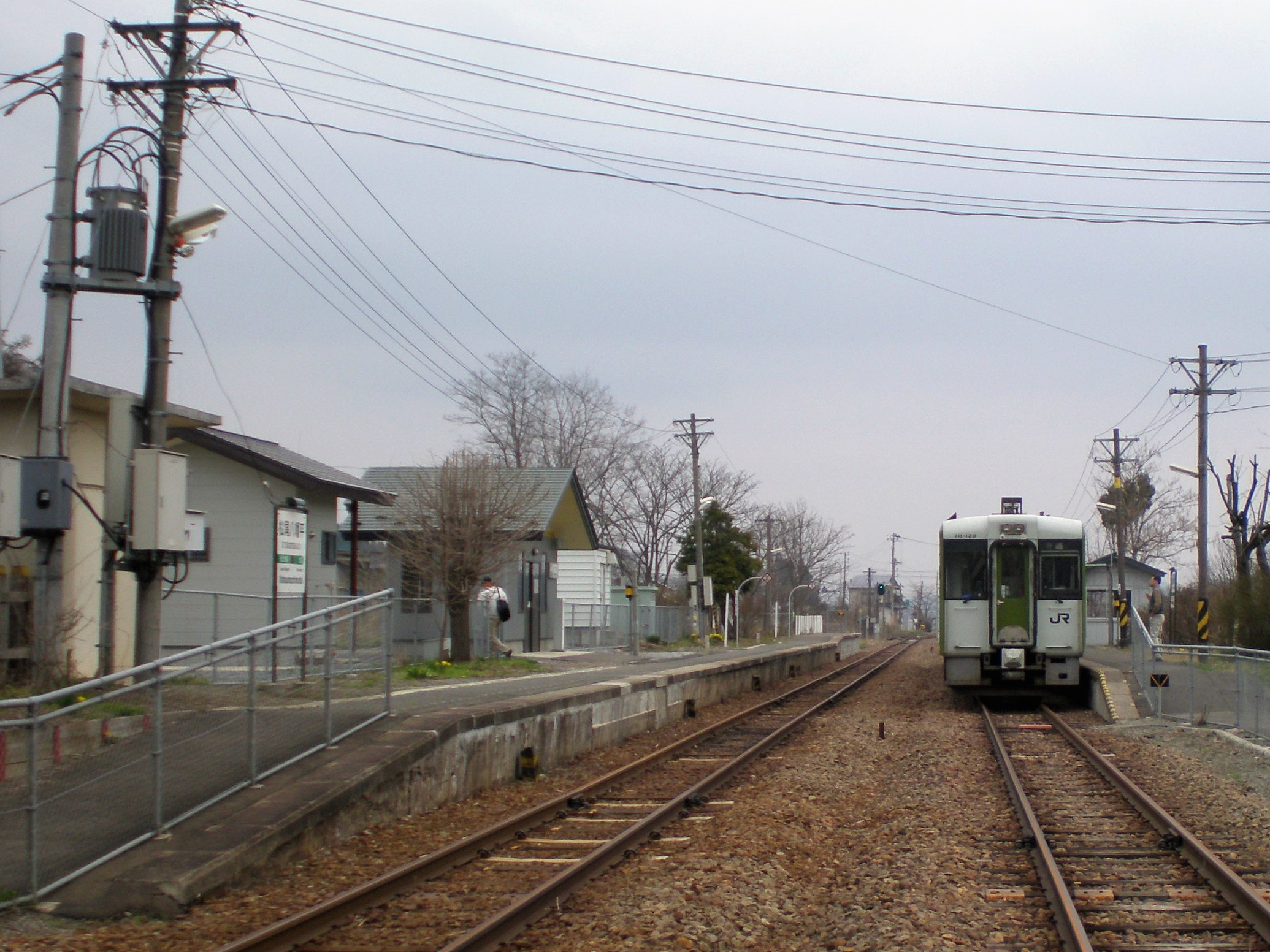
站內

松尾八幡平站（日语：／ Matsuohachimantai eki */?）是位於岩手縣八幡平市松尾第3地割109番，東日本旅客鐵道（JR東日本）的花輪線車站。

## 歷史
- 1926年（大正15年）11月10日：國鐵岩手松尾站（日语：／）開業，當時車站位於岩手郡松尾村（日语：松尾村 (岩手県)）。
- 1969年（昭和44年）11月1日：終止貨物起卸業務。
- 1987年（昭和62年）4月1日：伴隨國鐵分割民營化，車站由東日本旅客鐵道（JR東日本）營運。
- 1988年（昭和63年）3月13日：車站改名為松尾八幡平站。
- 1999年（平成11年）12月4日：此站成為CTC，成為無人車站[1]。取消松尾八幡平站長，由大更站長管理此站。
- 2018年（平成30年）6月1日：隨著大更站改為業務委託車站，此站改由盛岡站管理。

## 車站構造
車站是一座地面車站，原本設有2面2線的相對式月台，可進行列車交會。在各月台內設有平交道連接。
此站是由盛岡站管理的無人車站。

### 月台
| 月台 | 路線    | 上下行 | 方向               |
| ---- | ------- | ------ | ------------------ |
| 1    | ■花輪線 | 上行   | 大更、盛岡方向     |
| 2    | ■花輪線 | 下行   | 鹿角花輪、大館方向 |

參考
在成為無人車站後，車站大樓被拆卸，並建設簡單的候車室。1985年（昭和60年）3月之時間表修正後，此站設有從盛岡方向折返的臨時列車（「α」列車。為毎日運行的臨時列車，後來變為定期列車），在2009年3月14日時間表修正後便取消該班次。在此站折返的列車會停靠2號月台。

## 車站周邊
- 縣道45號柏台松尾線（日语：岩手県道45号柏台松尾線）
- 國道282號（日语：国道282号）
- 東北自動車道 松尾八幡平交匯處（日语：松尾八幡平インターチェンジ）

## 相鄰車站
東日本旅客鐵道（JR東日本）
■花輪線
北森－松尾八幡平－安比高原

## 注腳
1. 1 2  . 岩手日報 (岩手日報社). 1999-09-11: 27.
2. ↑  JR東日本:駅構内図 （页面存档备份，存于）（日語）

## 外部連結
- 車站資訊（松尾八幡平）：東日本旅客鐵道（日語）